# Bank Austria-TennisTrophy 2009
Bank Austria-TennisTrophy 2009 — тенісний турнір, що проходив на кортах з твердим покриттям у місті Відень, Австрія з 26 жовтня . Належав до категорії ATP World Tour 250, був турніром серії Vienna Open 2009 року.

## Фінальна частина

### Одиночний розряд
Юрген Мельцер —  Марин Чилич 6–4, 6–3

### Парний розряд
Лукаш Кубот /  Олівер Марах —  Юліан Ноул /  Юрген Мельцер 2–6, 6–4, [11–9]